# Národní shromáždění republiky Československé
Národní shromáždění republiky Československé byl nejvyšší zákonodárný sbor Československa v období let 1918–1939 a 1945–1960. Pod termínem Národní shromáždění republiky Československé se skrývá několik ústavně a historicky odlišných zastupitelských sborů:
- Revoluční národní shromáždění, 1918–1920, nevolený zákonodárný orgán složený pouze ze zástupců Českých zemí a Slovenska české a slovenské národnosti, který vytvářel legislativu nově vzniklého Československa v prvních dvou letech jeho existence a přijal ústavní listinu Československé republiky (ústavu z roku 1920), kterou pak bylo nastaveno řádné fungování ústavních institucí během První republiky.[1]

- Národní shromáždění republiky Československé (meziválečné 1920–1939), byl volený zákonodárný orgán, jehož fungování bylo určeno ústavou z roku 1920. Skládal se ze dvou komor: poslanecké sněmovny s 300 a senátu se 150 členy. Kromě toho ústava vytvářela stálý výbor poslanecké sněmovny s 16 a stálý výbor senátu s 8 členy jako platformu pro neodkladná rozhodování v době, kdy plénum nezasedalo. Pasivní volební právo bylo v případě poslanecké sněmovny stanoveno na 30 let, aktivní na 21 let.[2] Složení Národního shromáždění republiky Československé bylo určeno v parlamentních volbách v roce 1920, parlamentních volbách v roce 1925, parlamentních volbách v roce 1929 a parlamentních volbách v roce 1935. Kromě toho se ještě konaly volby do parlamentu Československé republiky na Podkarpatské Rusi 1924, kterými bylo Národní shromáždění doplněno o zástupce této nejvýchodnější části Československa (v letech 1925, 1929, 1935 již Podkarpatská Rus volila řádně v celostátních parlamentních volbách).

- Prozatímní Národní shromáždění republiky Československé 1945–1946, zákonodárný orgán složený pouze ze zástupců Českých zemí a Slovenska české a slovenské národnosti (několik poslanců zastupovalo i rusínskou, respektive ukrajinskou menšinu na Slovensku), který vytvářel legislativu obnoveného Československa. Bylo jednokomorové (senát obnoven nebyl). Jeho členy volily národní výbory na základě systému paritního zastoupení stran Národní fronty (čtyři strany v Českých zemích – KSČ, národní socialisté, lidovci, sociální demokraté a dvě na Slovensku – KSS, Demokratická strana) do skončení revolučního období (28. října 1945). Počet poslanců byl 300.

- Ústavodárné Národní shromáždění republiky Československé 1946–1948, zákonodárný sbor vzešlý z československých parlamentních voleb v roce 1946.[3] Šlo o jednokomorový parlament, jehož úkolem byl vypracovat novou ústavu Československa. Ke konci volebního období došlo k únorovému převratu v roce 1948. V jeho důsledku došlo k politickým změnám (mimo jiné masivní ztráta poslaneckých mandátů u některých členů parlamentu neloajálních k novému režimu), které se projevily na podobě nové ústavy Československé republiky přijaté v květnu 1948.

- Národní shromáždění republiky Československé (poúnorové, 1948–1960), byl volený zákonodárný orgán, jehož fungování bylo určeno ústavou z roku 1948. Skládal se z jedné komory.[4] Složení Národního shromáždění republiky Československé bylo určeno ve volbách do Národního shromáždění v roce 1948[4] a volbách do Národního shromáždění v roce 1954.[5] V obou kandidovala pouze jednotná kandidátní listina Národní fronty Čechů a Slováků. Ke konci druhého volebního období se v Národním shromáždění přijala Ústava Československé socialistické republiky, která vytvořila nové ústavní orgány. Po volbách v roce 1960 pak vzniklo Národní shromáždění Československé socialistické republiky.[6]